# میر عمادالدین
محمود میرعمادالدین (درگذشتهٔ ۸۰۳ قمری) پایه‌گذار حکومت سادات عمادی مازندرانی بر هزارجریب است. او تبارش با ۱۸ میانجی به موسی کاظم می‌رسد. میرعمادالدین با همراهی مردم علیه حکمرانان دستنشاندهٔ ایلخانی برخاست و حکومتی مستقل تشکیل داد. پس از یورش تیمور لنگ به مازندران، میر عمادالدین با او مصالحه کرد و بدین گونه با موافقت و تأیید تیمور لنگ استقلال خود را در هزارجریب حفظ کرد. میر عمادالدین حدود بیست سال پیش از میر قوام‌الدین مرعشی قیام کرد و تشکیل حکومت داد و بدین ترتیب نخستین حکومت سادات را در شمال ایران پس از دورۀ مغول بنیاد گذاشت.
تبار میرعمادالدین با شانزده یا هجده میانجی به موسی کاظم می‌رسد با این حال در برخی بازگویی‌های دهان به دهان، او را از تبار سجاد بن حسین می‌دانند. مردم مازندران امام‌زاده ابراهیم در بابلسر را از نیاکان میرعمادالدین می‌شمارند که گفتهٔ نخست را تأیید می‌کند. 

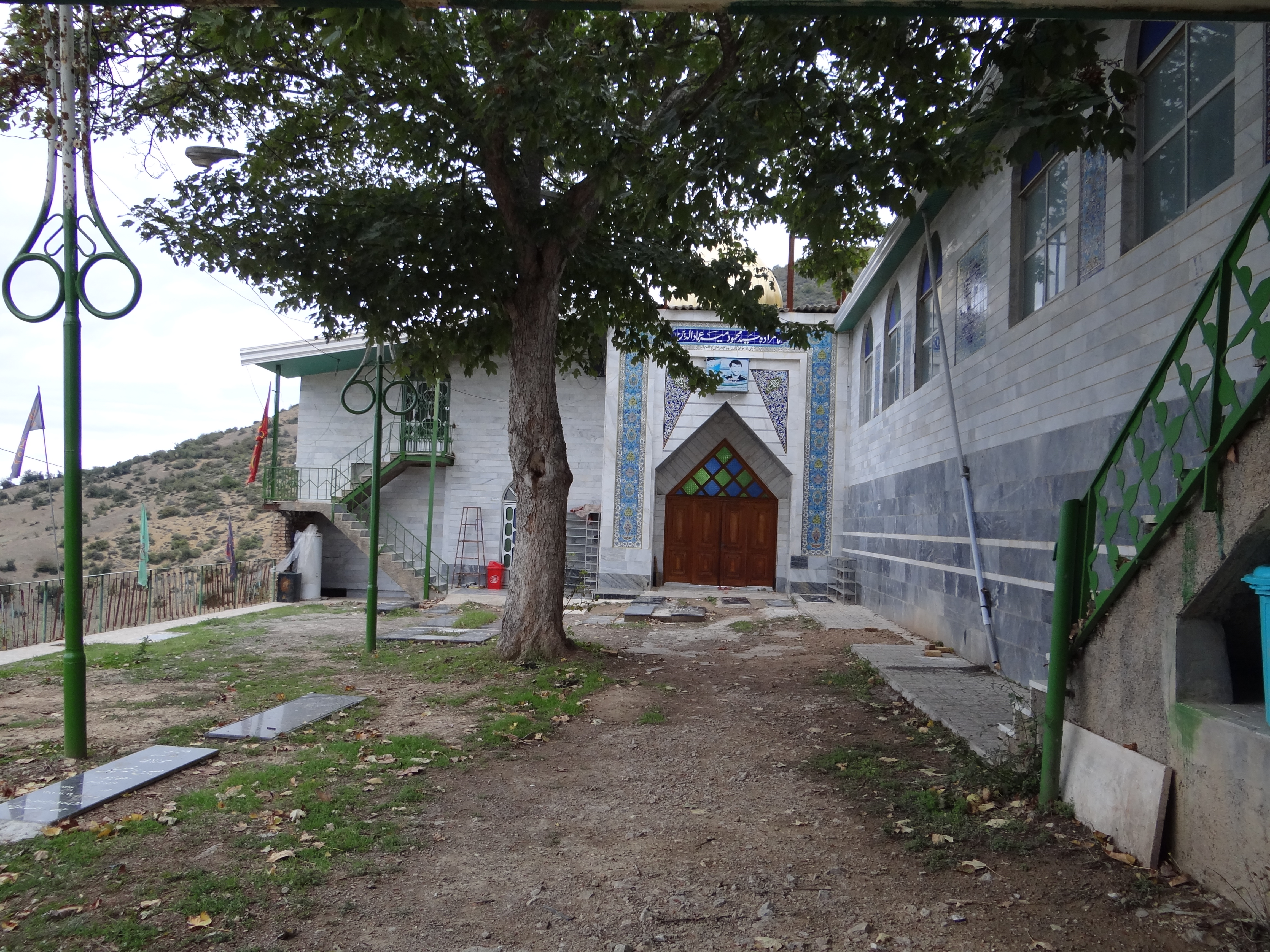
حیاط آرامگاه میرعماد

## پیشینه و موقعیت سیاسی-اجتماعی سادات در مازندران
مردم مازندران برای سادات احترام ویژه‌ای قائل بودند.

## نام، تبار و ابتدای کار

روستای ویران شده وری که گویا بدنبال زمین لرزه بدین روز افتاده و مردمانش به یک کیلومتر پایین‌تر کوچیدند. گنبد آرامگاه میرعماد در میانه روستا هویداست

نام اصلی میرعماد «محمود» بود؛ و پدرش «سید عزالدین حسن» نام داشت.
از زندگی میرعماد تا قبل از قیام، اطلاعات زیادی موجود نیست. پدر او شخصیتی مذهبی و معنوی محسوب می‌شد و میرعماد نیز مانند پدر و اجدادش مورد احترام مردم و اکابر منطقه بود. عزالدین حسن در روستای وری زندگی می‌کرد و همان‌جا نیز فوت شد. پس از فوت وی، میرعماد جانشین مقام معنوی پدر شد. بنابراین، خود میرعماد هم ابتدا به امور مذهبی اشتغال داشت و ارتباطی با سیاست و حکومت نداشت. اسمعیل مهجوری می‌نویسد: «مردم آن سامان پس از مرگ پدرش به او گرویدند و در کارهای سخت دست به دامان او می‌زدند».

## پیش‌زمینه

### اوضاع ایران و مازندران پس از سقوط ایلخانان با تأکید بر شیعیان
پس از سقوط ایلخانان، در سراسر ایران دولت‌های مستقل محلی سر برآوردند. در این بین قیام‌هایی نیز در نواحی جنوبی دریای کاسپین به وقوع پیوستند که رهبری آنها برعهده سادات بود. در نیمهٔ دوم قرن هشتم هجری، دو جنبش امامی‌مذهب در مازندران به وجود آمد؛ یکی جنبش مرعشیان به رهبری میربزرگ در آمل، دیگری جنبش میرعماد در هزارجریب. علاوه بر این دو جنبش، جنبشی زیدی‌مذهب به رهبری سید علی کیا در گیلان به راه افتاده بود. در این زمان در مازندران، مذهب زیدی اندک‌اندک از بین می‌رفت.

### اوضاع هزارجریب
معاصر با دورهٔ میرعماد، هزارجریب تحت استیلای حاکم وقت سلسلهٔ طغاتیموریان، یعنی «امیر ولی» بود. البته مردم هزارجریب مطیع او نبودند و دائماً علیه وی قیام می‌کردند. سلسلهٔ طغاتیموریان پس از شکست دادن سربداران، بر استرآباد حکمرانی می‌کردند. ظهیرالدین مرعشی (نویسندهٔ تاریخ طبرستان و رویان و مازندران) می‌نویسد: «تمامی مازندران و اکثر گیلان و تمامی دیلمستان سادات مازندران را مسلم گشت؛ سید عماد در هزارجریب خروج کرد و آن ممالک هم مسخّر فرمان سادات شد، مگر استرآباد که دخیل طبرستان است به حکومت میر ولی استرآبادی بود».

## واقعهٔ سرکام
روزی میرعماد وری را به قصد پریم ترک کرد. در اثنای مسیر و در نزدیکی روستای سرکام، میرعماد از اسب به زمین افتاد و دچار شکستگی دست شد. وی لاجرم باید مدت نقاهت خود را در سرکام سپری می‌کرد و مدتی که در سرکام مانده بود، اهالی روستا دائماً نزد او از ظلم و ستم «امیر ولی» و مأمورینش گلایه می‌کردند. در این بین اتفاقی افتاد که میرعماد را به واکنش واداشت؛ عده‌ای از افراد امیر ولی در قریهٔ انگفام یک زن و یک سگ را به درختی بسته بودند. مردم نزد میرعماد آمده و از او خواستند وساطت کند. میرعماد پذیرفت و از افراد آزادی زن را خواستار شد، اما در پاسخ، اعتقادات اهل تشیع را به مسخره گرفتند.

شما شیعیان که به امامت و ولایت معتقدید، از امام خود یاری بخواهید تا این زن نجات یابد!

افراد امیر ولی خطاب به میرعماد
میرعماد ابتدا قصد کرد مردم را به قیام فرابخواند ولی از این بابت می‌ترسید که امیر ولی در پاسخ دست به قتل‌عام بزند. نهایتاً به خواب رفته و علی بن ابی‌طالب را در رؤیا دید و این را «به فال نیک گرفت». سپس روستائیان را برای شورش آماده کرده، و مجدداً نزد افراد رفته و خواسته‌اش را تکرار کرد اما این بار با فحاشی مواجه شد. سرانجام درگیری پیش آمد و روستائیان عده‌ای از افراد امیر ولی را کشتند و عدهٔ دیگر فرار کردند.

## حکومت میرعماد و تثبیت آن

نواحی جنوب دریای کاسپین در عصر افول قدرت ایلخانان:هزارجریب تحت انقیاد میرعماد متصرفات امیر ولی به مرکزیت استرآباد

اخبار وقایع ترکام به سایر قریه‌های هزارجریب رسید. اندک‌اندک مردم سراسر هزارجریب و اکابر منطقه با میرعماد بیعت کرده و او را به عنوان رهبر خود پذیرفتند و به پیروی از او هر کجا که افراد امیر ولی را رؤیت می‌کردند به ایشان حمله‌ور می‌شدند. همچنین ۷۰ نفر از قریه‌های پرجمعیت نوده و بولا به فرماندهی «امیر فخرالدین بولائی» به میرعماد ملحق شدند. میرعماد پس از حصول اطمینان از تسلط بر هزارجریب، لشکری تشکیل داد تا امیر ولی را در استرآباد شکست دهد. لهذا با ۳٬۰۰۰ نفر مشتمل بر سواره‌نظام و پیاده‌نظام، به سمت استرآباد به راه افتاد. امیر ولی پیش از آنکه بتواند چاره‌ای بجوید، در محاصرهٔ نیروهای میرعماد قرار گرفت و اما موفق شد از معرکه بگریزد. میرعماد خانهٔ امیر ولی را غارت کرد و پس از آن به سرعت به هزارجریب عقب‌نشینی کرد تا با ضدحملهٔ امیر ولی مواجه نشود. امیر ولی سپاهی پرتعداد جمع کرده و به هزارجریب لشکر کشید. اما میرعماد که از قبل آماده بود شکست سختی به امیر ولی داد؛ امیر ولی نیز پس از این شکست دیگر به حکومت هزارجریب متعرض نشد. میرعماد نیز پس از آن به سرکوب یاغیان مشغول شد و با حکّام سمنان، فیروزکوه و دامغان روابط حسنه ایجاد کرد.

## ملاقات با تیمور لنگ
تاریخ دقیق دیدار میر عمادالدین با تیمور لنگ معلوم نیست اما آنگونه که ظهیرالدین مرعشی می‌نویسد این دیدار احتمالاً هنگام توقف تیمور لنگ در هزارجریب (چهارده کلاته تا پیش از زمان محمدشاه قاجار جزء هزارجریب بود) در جریان عزیمتش به عراق برای جنگ هفت ساله در سال ۸۰۰ قمری اتفاق افتاد و نه در جریان جنگ‌های پیشین.
کیفیت ملاقات میر عمادالدین و رسیدن خدمت امیر تیمور گورکانی از کتاب تاریخ سید عبدالمجید میقانی این چنین ذکر می‌شود
«صاحبقران امیر تیمور گورکانی به حوالی هزارگری آمد (دامغان و چهارده کلاته) به صاحبقران رسانیدند، که در پشت این کوه ولایتیست و سید عمادالدین نام، حاکم و والی آن ولایت است. صاحبقران گفت: چرا سید حاضر خدمت نشد؟
امیر برکت که از اعاظم سادات شرفای مکه در خدمت امیر تیمور گورکانی بود و امیر تیمور، سید برکت را تعظیم و تجلیل می‌نمود. سید برکت به حمایت برخاست که او سیدی پارسا و پرهیزگار است. اگر دستور فرمایند ایشان را حضور رسانم.
امیر برکت جانب هزار جریب حرکت کرد و نزد میر عمادالدین رفت و سید را از چگونگی ماجرا آگاه کرد. اوصاف و اخلاق امیر تیمور را برای سید عمادالدین بیان نمود. سید اطاعت نمود و به رسم صوفیان لباس پوشیده و سوار الاغ شد و به همراه امیر برکت به پیشگاه امیرتیمور گورکانی رسید. سید به اولاد خود گفت: بعد از من هدایا و تحف لایقانه شاهانه بیاورید و برادرها با لباس جنگ و رزم حاضر شوید.»
و پسران سید بااسلحه و لباس رزم با هدایا و تحف و اسب‌ها و پیشکش‌های شایسته خدمت امیر تیمور رسیدند. امیر تیمور را خیلی خوش آْمد.
امیر تیمور سید را گرامی داشت و از او خواست گزیدگان سپاه را به سرپرستی یکی از پسران که رزم‌آور آزموده‌تر باشد با او همراه کند. میر عمادالدین به سید جبرییل پیشنهاد کرد که نپذیرفت. امیر حسن‌عزالدین پیرو فرمان پدر شد و با عده‌ای از لشکریان هزارجریب ملازم رکاب امیر تیمور شد. امیر تیمور گورکانی برای دلگرمی میر عمادالدین هزارجریب را به او واگذاشت و مالیات سمنان و دامغان را نیز به او تفویض کرد.

## خانواده

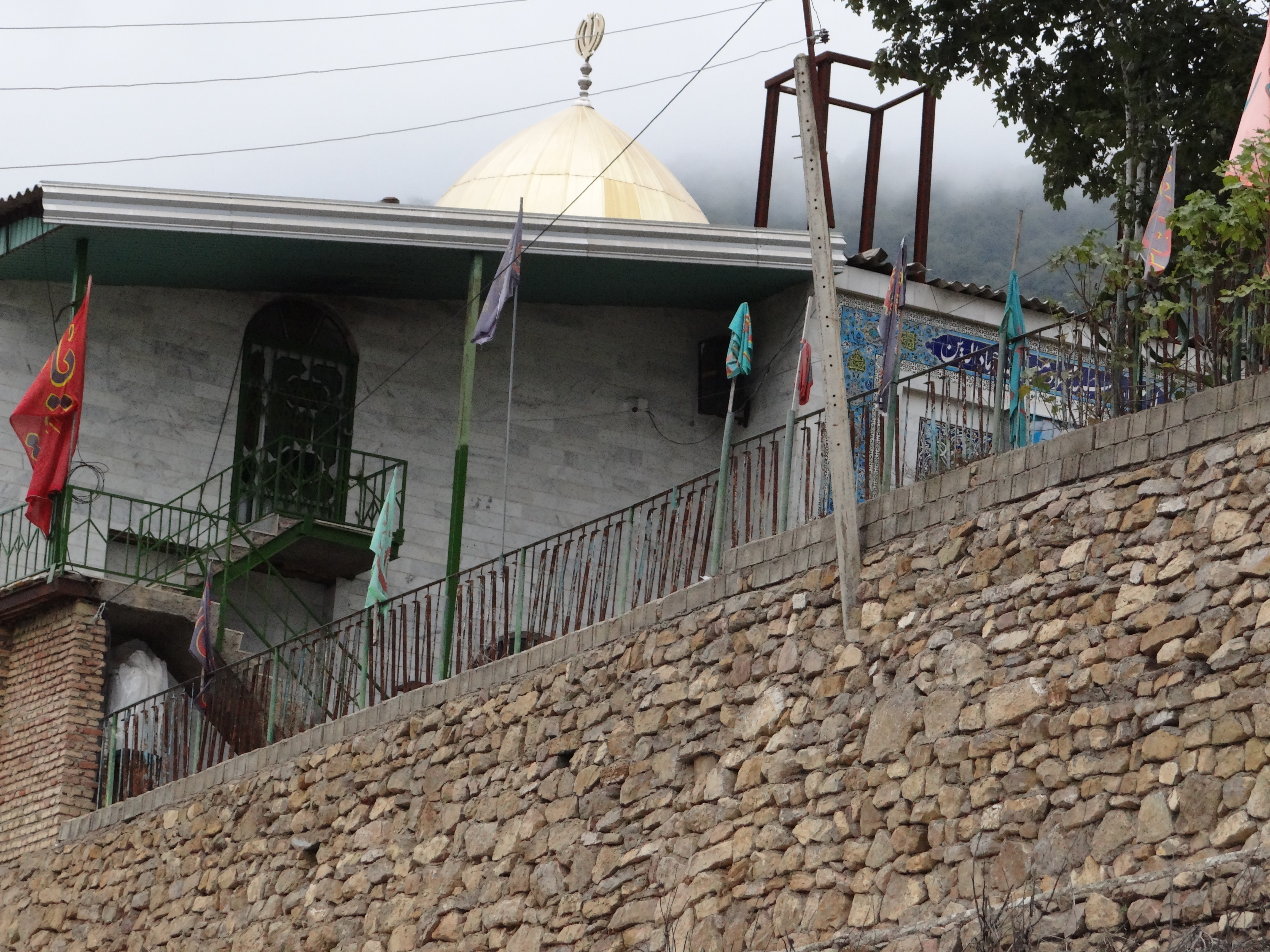
امامزاده سید محمود میرعمادالدین

سید میر عماد زوجات متعدد داشت. از مریم بیگم دختر عموی سید، دختر شرف الدین علی هفت پسر داشت: اول - سید جبراییل که پسر بزرگ است. دوم - سید افضل (آرامگاه در میرافضل). سوم - سید میکاییل. چهارم - سید عزراییل. پنجم - سید اسرافیل. ششم - سید عزالدین حسینی (برخی منابع عزالدین‌حسن نوشند). هفتم- سید قوام الدین.
از امیر خان خاتون دختر سعدالله خان آلپی، یک پسر داشت سید عین الدین و از زن دیگر که نام و نسب او را ننوشتند یک پسر داشت بنام سید عبدالله. بعضی سید عبدالله را از دختر سید سعدالله خان می‌دانند و می‌گویند سید عین الدین پسر سید عبدالله است نه پسر میر عمادالدین.